# Fulvio Conti

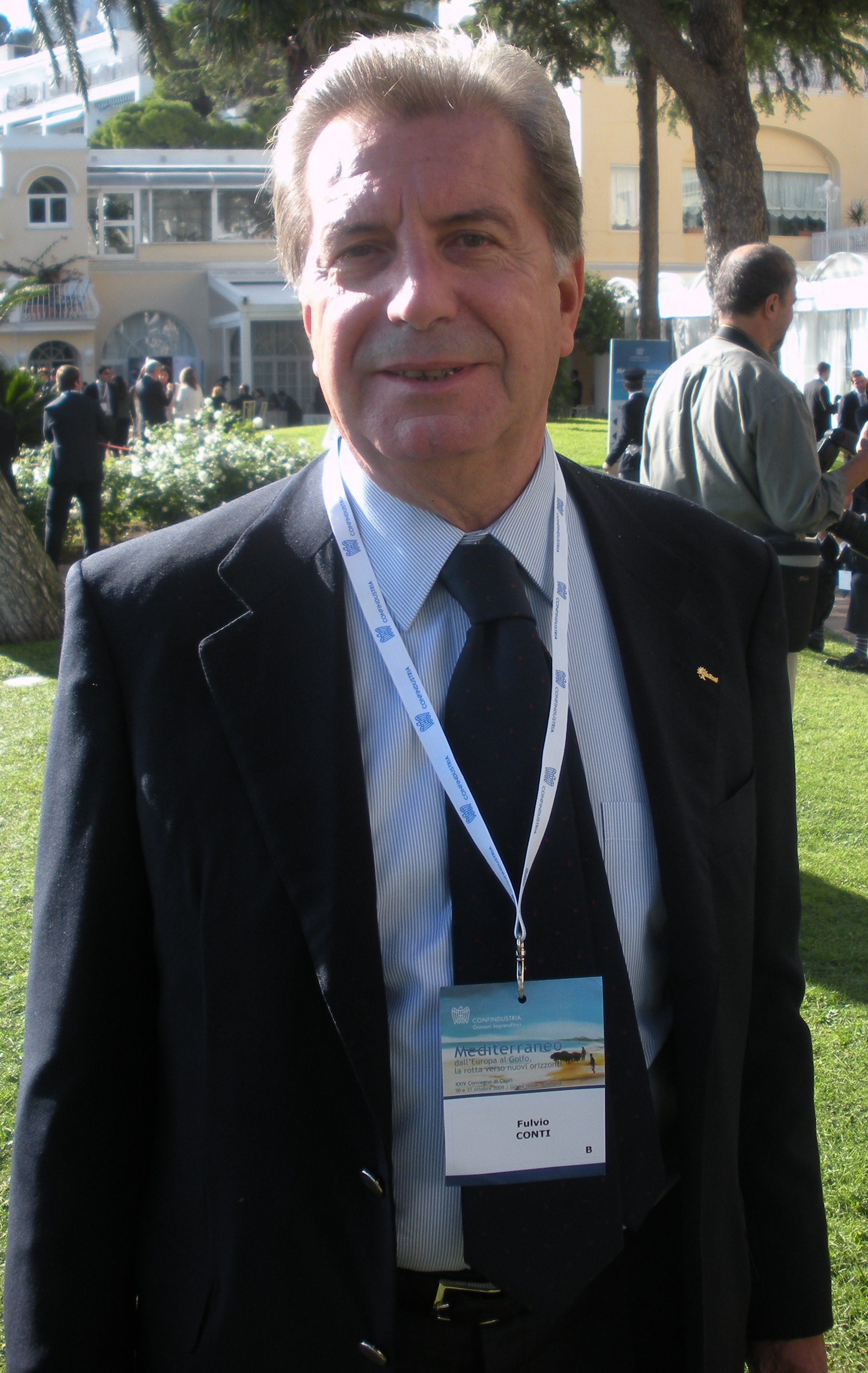
Fulvio Conti im Jahre 2009

Fulvio Conti (* 28. Oktober 1947 in Rom) ist ein italienischer Manager.

## Leben
Conti studierte Wirtschaftswissenschaften an der Libera Università Internazionale degli Studi Sociali in Rom. Nach seinem Studium arbeitete er beim Unternehmen Mobil Oil. Seit 1999 ist er im italienischen Unternehmen Enel tätig, das er seit 2005 leitet.